# Freddie de yucca
Freddie de yucca is het hoofdpersonage van een Vlaamse strip gecreëerd door Ikke (pseudoniem van Marc Legendre). De strip is een eenmalige spin-off van de stripreeks Biebel, waarin Freddie de yucca een nevenpersonage is.

## Het personage
Freddie de yucca is een plant van de soort Yucca gigantea, ook wel Yucca elephantipes genoemd. Hij is de sprekende huisplant van het stripfiguur Biebel.
In een van de eerste Biebel-verhalen lezen we dat Biebel aan zijn ouders vraagt om een huisdier voor hem mee te brengen van de vogeltjesmarkt. Hij wijst erop dat alle grote striphelden immers een huisdier hebben, zoals hij zelf aangeeft: "Robbedoes heeft een eekhoorntje, Kuifje een hond, Kees en Klaas hebben 'n pinguïn, Jommeke een papegaai".
Als de ouders van Biebel vervolgens thuiskomen met een yucca, is hij niet bepaald tevreden. Biebel vindt zijn yucca maar nutteloos en stelt dat hij toch maar moeilijk grappen kan maken of gered kan worden door een kamerplant. Vervolgens blijkt dat Freddie de yucca kan praten, en verdedigt hij zichzelf. Freddie de yucca is van mening dat een kamerplant in een familiestrip zeker niet minder meerwaarde te bieden heeft dan een typisch huisdier.
Uiteindelijk zou Freddie de yucca nog tot het einde van de Biebel-stripreeks een vast nevenpersonage blijven.

## Publicatiegeschiedenis
Het personage Freddie de yucca zou op een zomeravond in de vroege jaren 1980 als inside joke en "krabbelgrap" ontstaan zijn. Nog voor de stripalbums van Biebel gepubliceerd werden door Standaard Uitgeverij, kwam Freddie de yucca al voor in het stripblad Robbedoes, in de vroegste Biebel-verhalen die sinds 1983 in dit stripblad verschenen.
De eenmalige spin-off-strip van Freddie de yucca werd gepubliceerd in 1984 door uitgeverij Dedalus en draagt de titel: 'De spannende avonturen van Freddie de yucca en belevenissen'. Het betreft een strip in klein formaat en in zwart-wit. Deze strip bevat verschillende cartoons van één pagina, waarin Freddie de yucca de hoofdrol speelt.
Aan het einde van de jaren 1980 zou Marc Legendre nogmaals een strip creëren met een plant in de hoofdrol: 'Cactus', naar een scenario van Jef Wellens. Hierin wordt de hoofdrol door een cactus vertolkt, die vergezeld wordt door een goudvis in een kom.